# Ныса-Лужицка
Ны́са-Лужи́цка (пол. Nysa Łużycka, на территории Германии — Не́йсе, нем. Lausitzer Neiße, на территории Чехии — Лу́жицка-Ни́са, чеш. Lužická Nisa, н.-луж. Łužyska Nysa, в.-луж. Łužiska Nysa) — река, протекающая по территории Чехии, Польши и Германии, левый приток Одры. Длина реки — 256 км. Площадь водосборного бассейна — 4200 км².  Средний расход воды около 30 м³/с.
На правом берегу реки западнее города Богатыня разрабатывается угольный разрез Турув.
Истоки реки в Чехии, на южных склонах Йизерских гор, в Нова-Вес-над-Нисоу, к северо-востоку от города Яблонец-над-Нисоу, у северного подножья горы Черна-Студнице. По чешской стороне течёт через Яблонец-над-Нисоу, Либерец, у Хартау доходит до чешско-немецкой границы на высоте 234 м над уровнем моряй. В Чехии протяжённость реки составляет 55 км, водосбор 360,5 км².

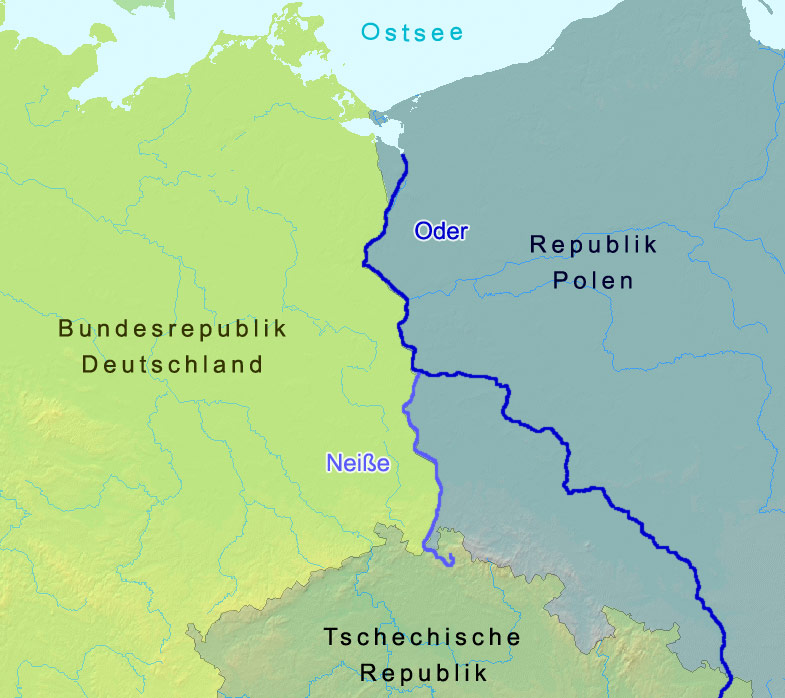

От Хартау до пограничного стыка  к югу от Циттау по реке проходит участок чешско-немецкой границы длиной около 1 км. В своем дальнейшем течении на север Ныса-Лужицка на значительном протяжении является пограничной рекой между Германией и Польшей. Река проходит через Гёрлиц, Ротенбург в направлении парка Мускау в Бад-Мускау. Течёт по западной окраине Судет, ниже города Гёрлиц — по равнине.
Река течёт на север 125 км вдоль Саксонии, затем течёт дальше вдоль Бранденбурга мимо городов Форст и Губен и, наконец, на расстоянии около 15 км от Айзенхюттенштадта, у деревни Рацдорф впадает в Одру.
На реке бурные паводки.
Города на реке: Гёрлиц и Циттау (Германия), Згожелец и Либерец (Чехия), Губин (Польша).
Река судоходна от города Губин.

## Экстремальное наводнение в бассейне Нейсе в августе 2010 года
Во время проливных дождей 7 и 8 августа 2010 года произошло катастрофическое наводнение в бассейне Ныса-Лужицка, что привело к огромным убыткам. Уровень Ныса-Лужицка, а также её верхних притоков значительно превысил прежние абсолютные максимальные уровни воды и стоков. Экстремальные стоки на чешской стороне на реке Смеда (Витка), усиленные притоком из водоёмов на польской стороне, привели к прорыву 7 августа земляной плотины водохранилища Недув, что способствовало повышению уровня реки Ныса-Лужицка (Нейсе). Однако, благодаря значительному снижению паводочной волны в зоне наводнения в долине реки Витка ниже водохранилища и поступлению больших масс воды в водохранилище Берцдорфер-Зе, возникшее на немецкой стороне на месте затопленного угольного разреза, тяжесть последствий прорыва плотины на стоки Ныса-Лужицка была в значительной степени снижена. Однако наводнение на Ныса-Лужицка носило экстремальный характер, и, независимо от прорыва плотины на водохранилище Недув, города, расположенные в верней части бассейна и долине реки Ныса-Лужицка (Нейсе) пострадали от наводнения.

## Мосты между Германией и Польшей
Многие мосты[какие?] были взорваны в конце Второй мировой войны отступавшими немецкими войсками, чтобы замедлить наступление Красной Армии. Реконструкция мостов в ГДР проводилась, но не всегда, и даже после Шенгенского соглашения по-прежнему многие мосты[какие?] через реку Ныса-Лужицка были заблокированы[когда?], отчасти из-за отсутствия финансовых средств для их реконструкции.